# Osmanthus delavayi
Osmanthus delavayi ist eine Pflanzenart aus der Gattung der Duftblüten (Osmanthus) innerhalb der Familie der Ölbaumgewächse (Oleaceae). Sie stammt aus dem südlichen zentralen China und wird als Ziergehölz verwendet.

## Beschreibung

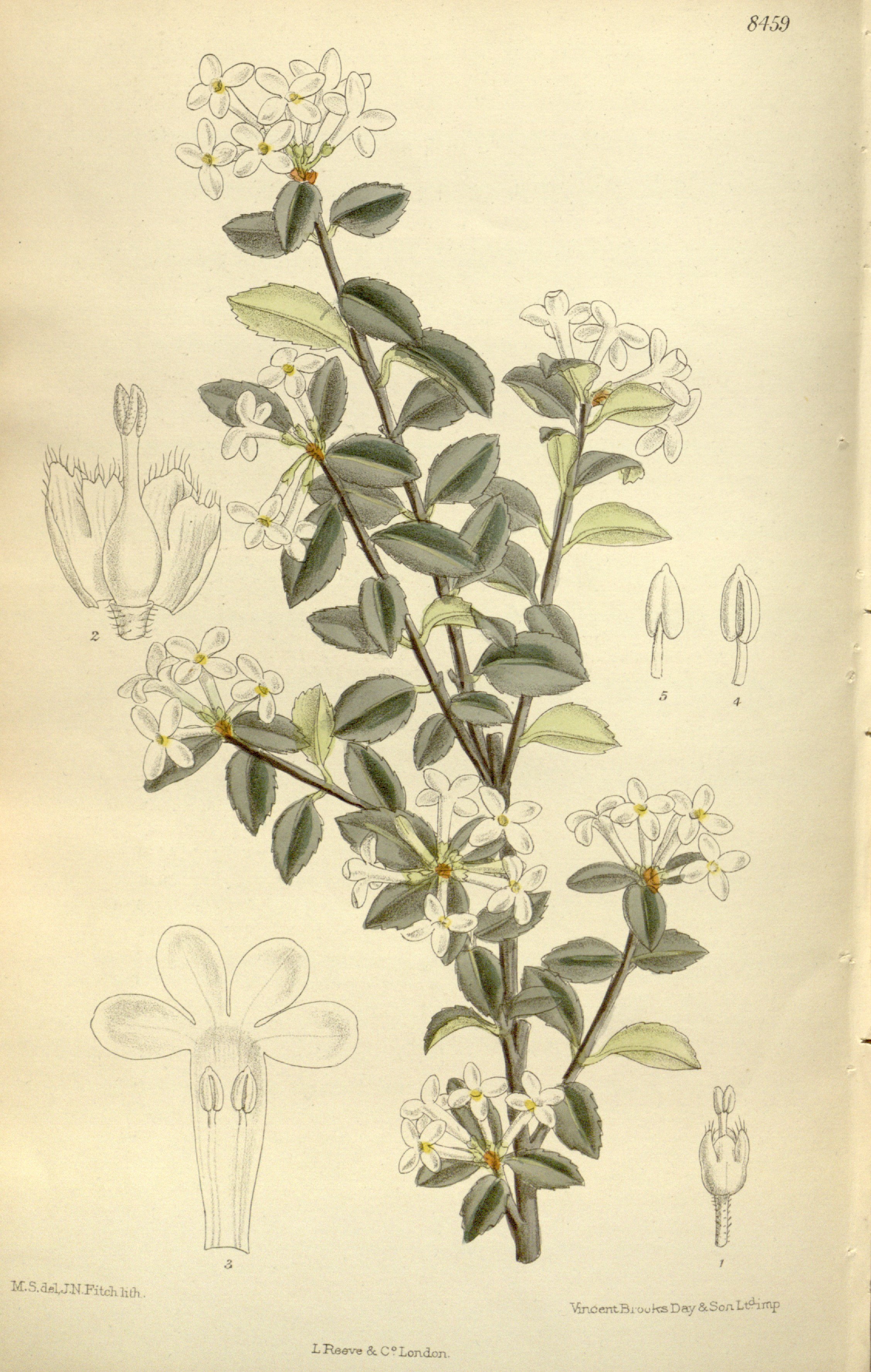
Illustration

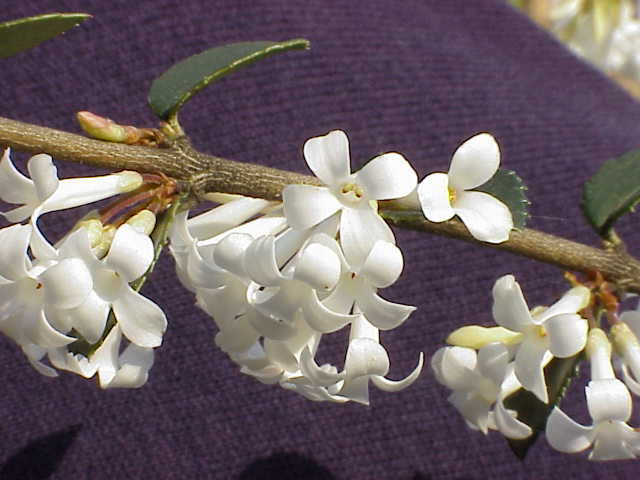
Zweig mit Blütenständen

### Vegetative Merkmale
Osmanthus delavayi wächst als immergrüner Strauch und erreicht Wuchshöhen von bis zu 2, selten bis zu 5 Metern. Die Rinde der Zweige ist flaumig behaart. Die Krone ist weit ausladend; ältere Exemplare sind etwa so breit, wie sie hoch sind. Osmanthus delavayi wächst langsam und kann ein relativ hohes Alter erreichen.
Die gegenständig an den Zweigen angeordneten Laubblätter sind in Blattstiel und Blattspreite gegliedert. Der Blattstiel weist eine Länge von 0,8 bis 1 cm auf. Die ledrige Blattspreite ist mit einer Länge von 5 bis 9 cm und einer Breite von 2,6 bis 3,5 cm elliptisch bis elliptisch-lanzettlich geformt. Die Blattflächen sind glänzend grün bis dunkelgrün. Der Blattrand ist meist fein gesägt.

### Generative Merkmale
Osmanthus delavayi ist androdiözisch, also mit männlichen und zwittrigen Pflanzen. Die Blütezeit reicht vom Spätwinter bis zum Frühling. In den Blattachseln stehen oft einige zymöse Blütenstände zusammen, die viele Blüten enthalten. Die Tragblätter sind mit einer Länge von 2 bis 4 mm breit-eiförmig. Der leicht drüsig behaarte Blütenstiel weist eine Länge von 7 bis 12 mm auf.
Die meist zwittrigen Blüten verströmen einen intensiven, süßen Duft und sind vierzählig mit doppelter Blütenhülle. Der Kelch ist nur etwa 2 mm groß. Die gelblichen, weiß bis gelben, 10 bis 15 mm langen Kronblätter sind zu einer bis zu 10 mm langen Röhre verwachsen. Die zwei kurzen Staubblätter sind mit der Mitte der Kronröhre verwachsen.
Die mit einer Länge von 1 bis 1,5 cm ellipsoiden Steinfrüchte färben sich bei der Reife im März blau bis purpur-schwarz.

## Vorkommen
Osmanthus delavayi kommt in den chinesischen Provinzen Guizhou, Sichuan sowie Yunnan vor. Osmanthus delavayi gedeiht in Bergregionen, Schluchten, im Dickicht und in Mischwäldern in Höhenlagen von 2100 bis 3400 Metern.

## Taxonomie und Botanische Geschichte
Die Erstbeschreibung von Osmanthus delavayi erfolgte 1886 durch Adrien René Franchet in Bulletin Mensuel de la Société Linnéenne de Paris, 1, 77, S. 613–614. Synonyme für Osmanthus delavayi Franch. sind: Ligustrum phillyrea H.Lév., Siphonosmanthus delavayi (Franch.) Stapf.
Osmanthus delavayi wurde 1890 von dem Jesuiten Pierre Jean Marie Delavay in der Bergregion von Lan kong in einer Höhenlage von 2800 Metern in der chinesischen Provinz Yunnan entdeckt. Er sandte Samen an den französischen Züchter Maurice de Vilmorin. Obwohl Vilmorin die Samen auch an mehrere Korrespondenten verteilte, konnte nur ein einziger zum Keimen gebracht werden. Alle Osmanthus delavayi in europäischen Gärten wurden aus diesem Exemplar geklont, bis George Forrest nach dem Ersten Weltkrieg mehr Samen aus China mitbrachte.

## Nutzung
Wegen seiner duftenden Blüten wird Osmanthus delavayi in klimatisch günstigen Gebieten als Zierpflanze in Parks und Gärten verwendet. Er duftet nicht so stark wie Osmanthus fragrans, die Blüten sind dafür um einiges größer. Osmanthus delavayi gewann 1923 einen Award of Garden Merit von der Royal Horticultural Society. Er wird beispielsweise als Zierstrauch an der Ostküste von Australien bis nach Tasmanien verwendet. Seine USDA-Zone liegt im Bereich zwischen 7 und 9 (übersteht Temperaturen bis −15 °C).

## Trivialnamen
In China ist ein Trivialname chinesisch 山桂花, Pinyin shān guì huā, übersetzt so viel wie Berg-Zimtblüte.